# Tim On The Gram
Timothy Mudiayi, plus connu sous le pseudonyme Tim On The Gram, né le 28 octobre 1991, est un mannequin, animateur de télévision et personnalité des réseaux sociaux belge.
Il se fait connaître du grand public sur TikTok en y présentant les faits divers du moment.

## Biographie

### Jeunesse
D'origine congolaise, Mudiayi naît le 28 octobre 1991, à Bruxelles, d’un père congolais et d’une mère belge. Il fait partie d’une fratrie de 5 enfants. Il a grandi à Bruxelles et y a suivi toute sa scolarité[réf. nécessaire].

### Carrière
En 2014, il prend part au défilé d'ouverture de la Fashion Week de Vienne pour Michalsky.
En 2022, il fait partie des 3 animateurs, aux côtés de Zoé Brunet et Clara, pour le lancement du média Spit par la RTBF,.
En mars 2022, lors d'une campagne de sensibilisation menée avec la SPF Economie, avec 7 autres influenceurs, ils piègent leurs abonnés pour les sensibiliser aux dangers de la contrefaçon et de la piraterie.
En mai 2024, il est sélectionné avec Bella Thorne pour animer un live TikTok sur le tapis rouge de Cannes, à l'occasion du gala AMFAR.

## Vie privée
Il est chrétien pratiquant,.
Il est ami avec Didi Stone.

## Filmographie
- Depuis 2022: SPIT sur la RTBF (animateur)
- 2023: Influenceurs chrétiens : les nouveaux prophètes (documentaire) - Présence protestante sur France 2[10],[7] (intervenant avec notamment David Antoine ou encore So Andy)
- 2024: Shine Gospel Awards (par ICC) (animateur)[11]